# Термінал ЗПГ Зеєбрюгге
Термінал ЗПГ Зеєбрюгге — інфраструктурний об'єкт для прийому та регазифікації зрідженого природного газу в порту Зеєбрюгге (Бельгія).
Термінал, проект якого реалізовано бельгійським оператором газотранспортної мережі Fluxys LNG, став до роботи у 1987 році. Первісно його потужність становила 4,5 млрд м3 на рік, а зберігання ЗПГ забезпечували три резервуари по 80 000 м3 кожен. Зростання попиту на блакитне паливо призвело до розширення об'єкту. У період 2004—2008 років додали четвертий резервуар об'ємом 140 000 м3, тоді як річна потужність зросла вдвічі до 9 млрд м3. В 2015-му приступили до наступної фази модернізації вартістю 200 млн євро, яка передбачала встановлення п'ятого сховища та збільшення обсягу поставок ще на 2—3 млрд м3 на рік.
Термінал розмістили у східній частині зовнішньої гавані Зеєбрюгге, створення якої почалось наприкінці 1970-х років. Зокрема, влітку 1979-го на місці майбутнього терміналу працював фрезерний земснаряд "Oranje", а у грудні 1979 — січні 1980-го діяв інший фрезерний земснаряд "Marco Polo". Землесосний снаряд "Sanderus" провадив виїмку гравію для наступного укладання у хвилелам терміналу, а потім взяв участь у намиві з внутрішньої сторони хвилеламу території для розміщення споруд терміналу. Необхідні для намиву 10 млн м3 грунту вилучив з підхідних каналів Зеєбрюгге та Антверпену фрезерний земснаряд "Brabo" (не варто плутати із землесосним снарядом "Brabo", який спорудили в 2000-х роках). Після проведеної на початку 2010-х модернізації причального комплексу термінал може приймати газовози як розміру Q-Flex (ємність до 217 000 м3), так і ще більші Q-Max (до 266 000 м3).
З початку своєї діяльності та до середини 2010-х років термінал прийняв більше 1500 танкерів з вантажем ЗПГ.
Окрім регазифікації та постачання газу до мережі, у Зеєбрюгге почали розвивати також бункерування суден, двигуни яких можуть використовувати ЗПГ. Спочатку це здійснювалось за допомогою автоцистерн, проте останні не могли обслуговувати великі кораблі. У 2017 році на терміналі ввели в експлуатацію другий причальний комплекс, призначений для обслуговування (як розвантаження, так і завантаження) широкого спектра суден з ємністю від 2000 до 217 000 м3. Це дозволяє організувати відправку малих партій ЗПГ водним шляхом, а також забезпечувати ресурсом спеціальні бункеровочні судна, перше з яких — Engie Zeebrugge — вже стало до роботи.
Іншим напрямом диверсифікації схем роботи із ЗПГ став його відпуск автомобільним транспортом. Термінал може навантажувати до 4000 автомобілів-газовозів на рік. Щоправда, за період з 2010 по 2016  рік цей показник в сукупності склав лише 5000 партій, проте його динаміка показує істотне зростання.